# Katrine Marçal
Katrine Linda Mathilda Kielos, conocida como Katrine Marçal (Lund, 24 de octubre de 1983), es una escritora y periodista sueca. Vive actualmente en Londres.
Marçal es periodista del diario sueco Aftonbladet, donde principalmente escribía artículos sobre política financiera sueca e internacional y feminismo. Se graduó en la Universidad de Uppsala. También escribió para Dagens Arena y fue escritora freelance en las páginas de cultura del periódico Expressen. En 2013, el diario sueco Dagens Nyheter otorgó a Marçal el tercer premio anual Lagercrantzen par la crítica.

## Obras
En 2012, Katrine Maçal publicó el libro Det enda könet (¿Quién le hacía la cena a Adam Smith?) que habla de la relación entre economía y el patriarcado. En él analiza la historia de la economía a través de Adam Smith, considerado el padre de la economía. Marçal llama la atención de que no sólo existe un "segundo sexo" sino una "segunda economía".
El libro fue nominado para el Premio August otorgado por la Asociación de Editores Sueca en 2012. La traducción inglesa del libro Who Cooked Adam Smith's Dinner? fue nominada al premio Bread and Roses en 2016. Desde entonces se ha traducido a 14 idiomas.
En 2021 publicó La madre del ingenio, un recorrido por la historia de la innovación desde el punto de vista del feminismo.